# Pleocnemia brongniartii
Pleocnemia brongniartii är en ormbunkeart som först beskrevs av Jean Baptiste Bory de Saint-Vincent, och fick sitt nu gällande namn av Holtt. Pleocnemia brongniartii ingår i släktet Pleocnemia och familjen Tectariaceae. Inga underarter finns listade.